# 파워 매킨토시 G3

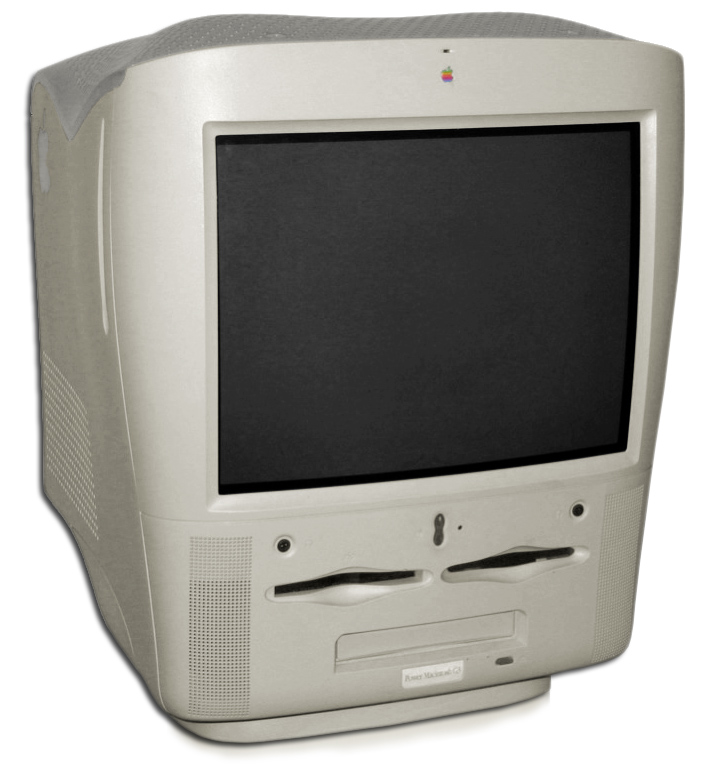
올인원 버전

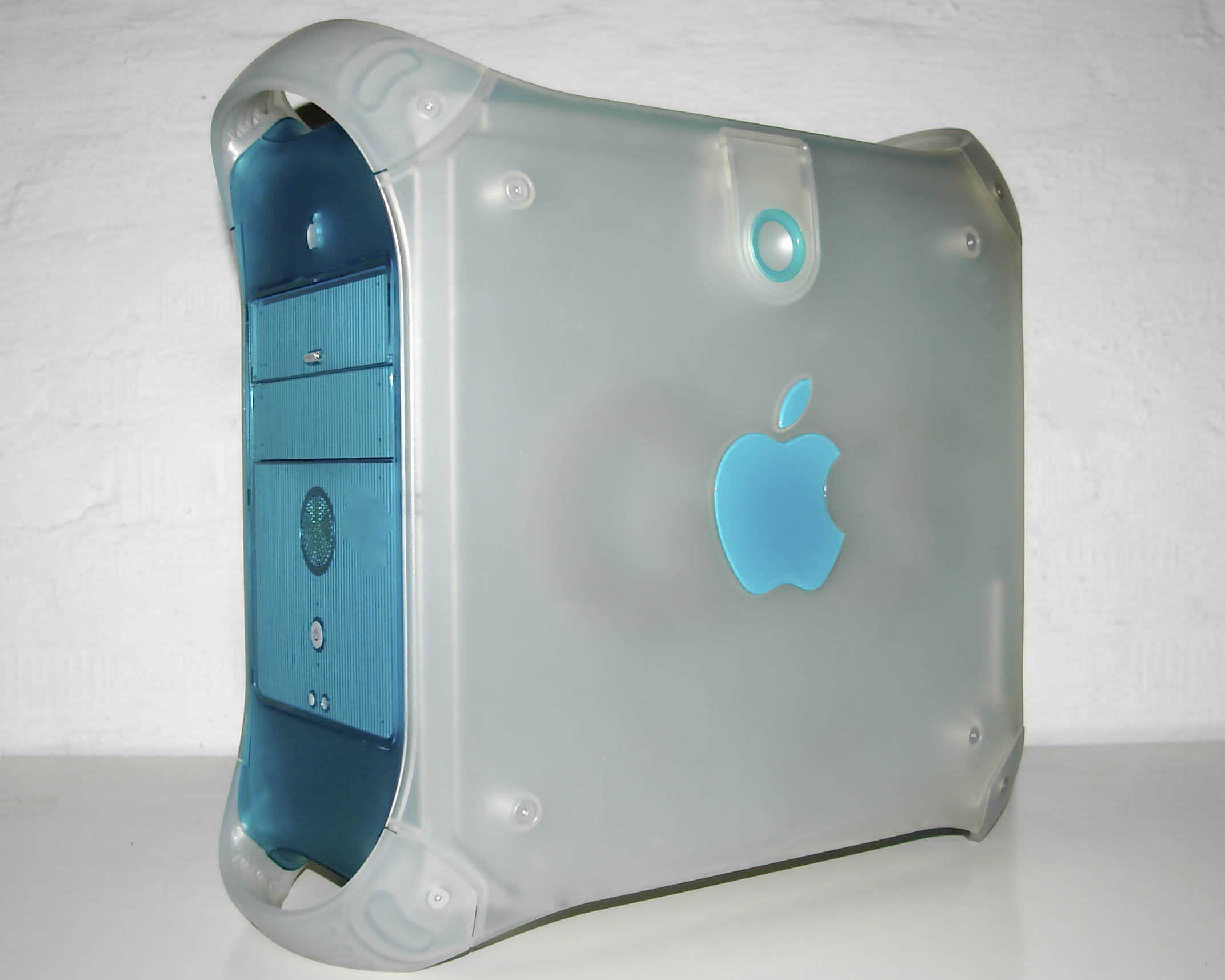
Blue and White 버전의 측면

파워 매킨토시 G3(Power Macintosh G3, 매킨토시 서버 G3와 같은 추가 소프트웨어와 함께 판매됨)는 1997년 11월부터 1999년 8월까지 애플 컴퓨터가 설계, 제조 및 판매한 개인용 컴퓨터 시리즈이다. 8개의 파워 매킨토시 모델(및 20주년 기념 매킨토시)을 3개의 모델(전문가용 및 가정용 데스크탑 및 미니 타워 모델, 교육용 올인원 모델)로 교체하여 제품군을 구성했다. 데스크톱 및 미니 타워 모델의 도입은 애플이 웹 사이트의 온라인 상점에서 직접 주문형 맥을 판매하기 시작한 것과 동시에 이루어졌다. 델이 이러한 작업을 수행하는 유일한 주요 컴퓨터 제조업체였기 때문에 당시로서는 이례적인 일이었다. 파워 매킨토시 G3의 주문형 판매에 대한 애플의 움직임은 2년 이상 매킨토시 클론의 전화 판매를 제공해 온 파워 컴퓨팅 코퍼레이션의 인수와 동시에 이루어졌다.
파워 매킨토시 G3는 3세대 파워PC 칩의 이름을 따서 명명되었으며 프로세서 속도의 절반으로 실행되는 초고속 대용량 레벨 2 후면 CPU 캐시를 도입했다. 결과적으로, 이들 기계는 출시 당시 유사한 CPU 클럭 속도를 가진 인텔 PC보다 훨씬 더 빠른 속도로 벤치마킹되었으며, 이로 인해 애플은 "Snail" 및 "Toasted Bunnies" TV 광고를 제작하게 되었다. 잡지 벤치마크에서는 G3/266 CPU가 파워 매킨토시 9600의 350MHz 파워PC 604ev 칩보다 성능이 더 뛰어난 것으로 나타났다.
파워 매킨토시 G3 2세대가 출시되었다. 구어체로 "Beige"로 알려진 1세대는 1997년 11월 10일 특별 행사에서 소개되었다. 공식적으로 "Blue and White"로 알려진 2세대는 1999년 1월 5일 맥월드 샌프란시스코(MacWorld San Francisco)에서 소개되었다. 파워 맥 G4는 같은 해 8월에 출시되었다.